# Catherine Curtin
 (juin 2016).
Si vous disposez d'ouvrages ou d'articles de référence ou si vous connaissez des sites web de qualité traitant du thème abordé ici, merci de compléter l'article en donnant les références utiles à sa vérifiabilité et en les liant à la section « Notes et références ».
Catherine Curtin (née à New York) est une actrice américaine.
Elle est connue pour avoir joué le rôle de la gardienne de prison Wanda Bell dans Orange is the New Black.

## Filmographie
- 1995 : Suspicions
- 2006 : Saison 6 de New York, section criminelle
- 2013-2019 : Orange Is the New Black (série télévisée) : Wanda Bell (40 épisodes)
- 2016-2018 : Insecure : Joanne
- 2016 : Stranger Things (série télévisée) :
- 2016 : Catfight de Onur Tukel :
- 2018 : Saison 7 de Homeland (série télévisée) : Sandy Langmore (7 épisodes)
- 2019 : Bad Education de Cory Finley (en)
- 2024 : Saturday Night de Jason Reitman : Joan Carbunkle